# Starý Smokovec

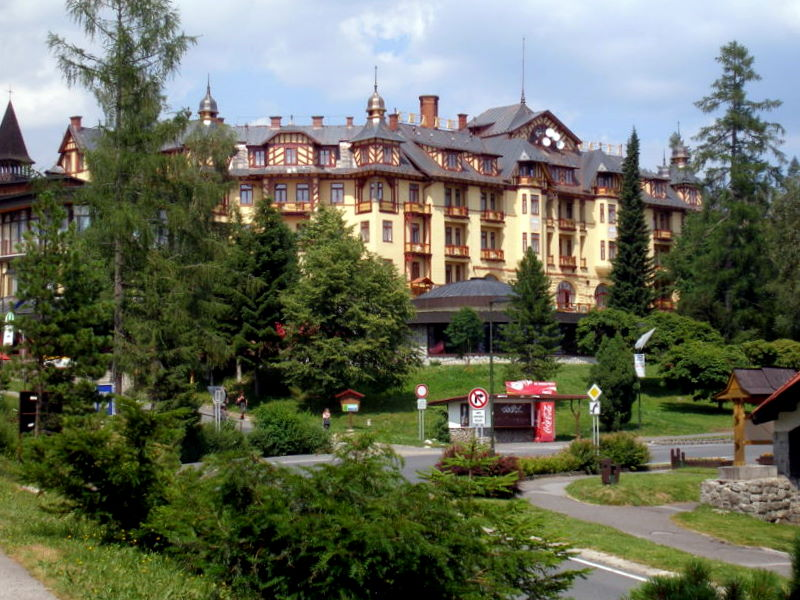
Grandhotel

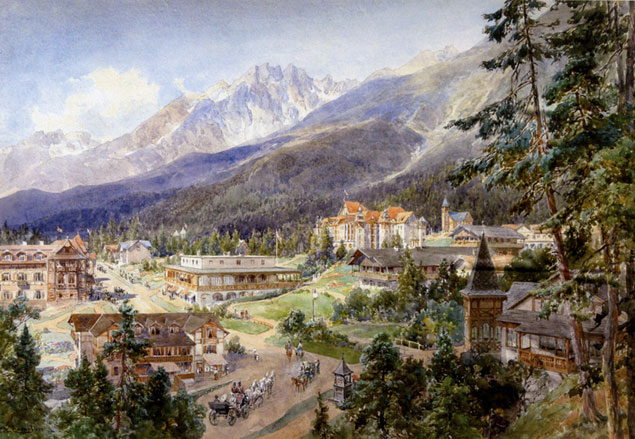
Historische Ansicht gegen 1890, Gemälde von Edward Theodore Compton

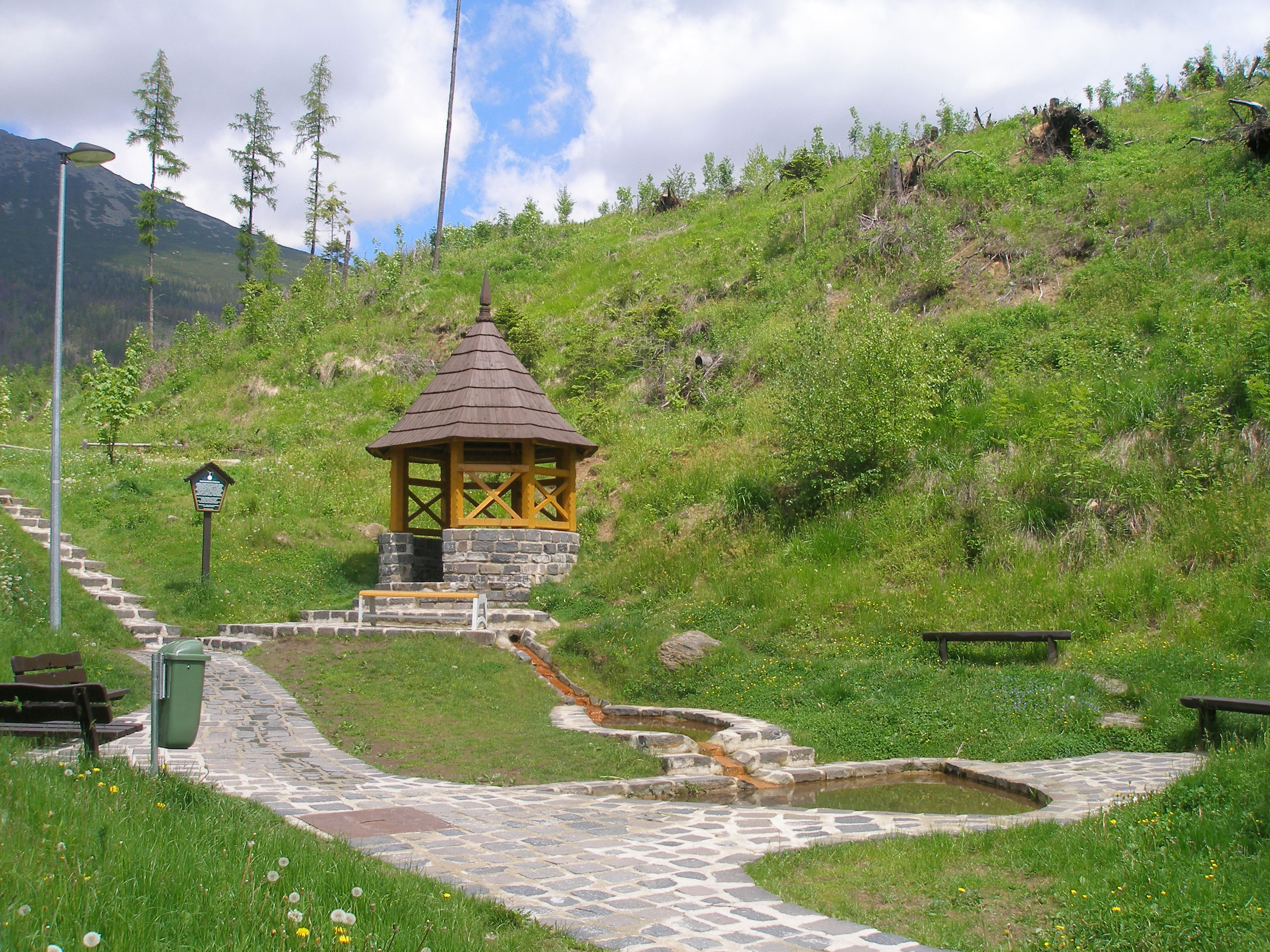
Die Sauerquelle

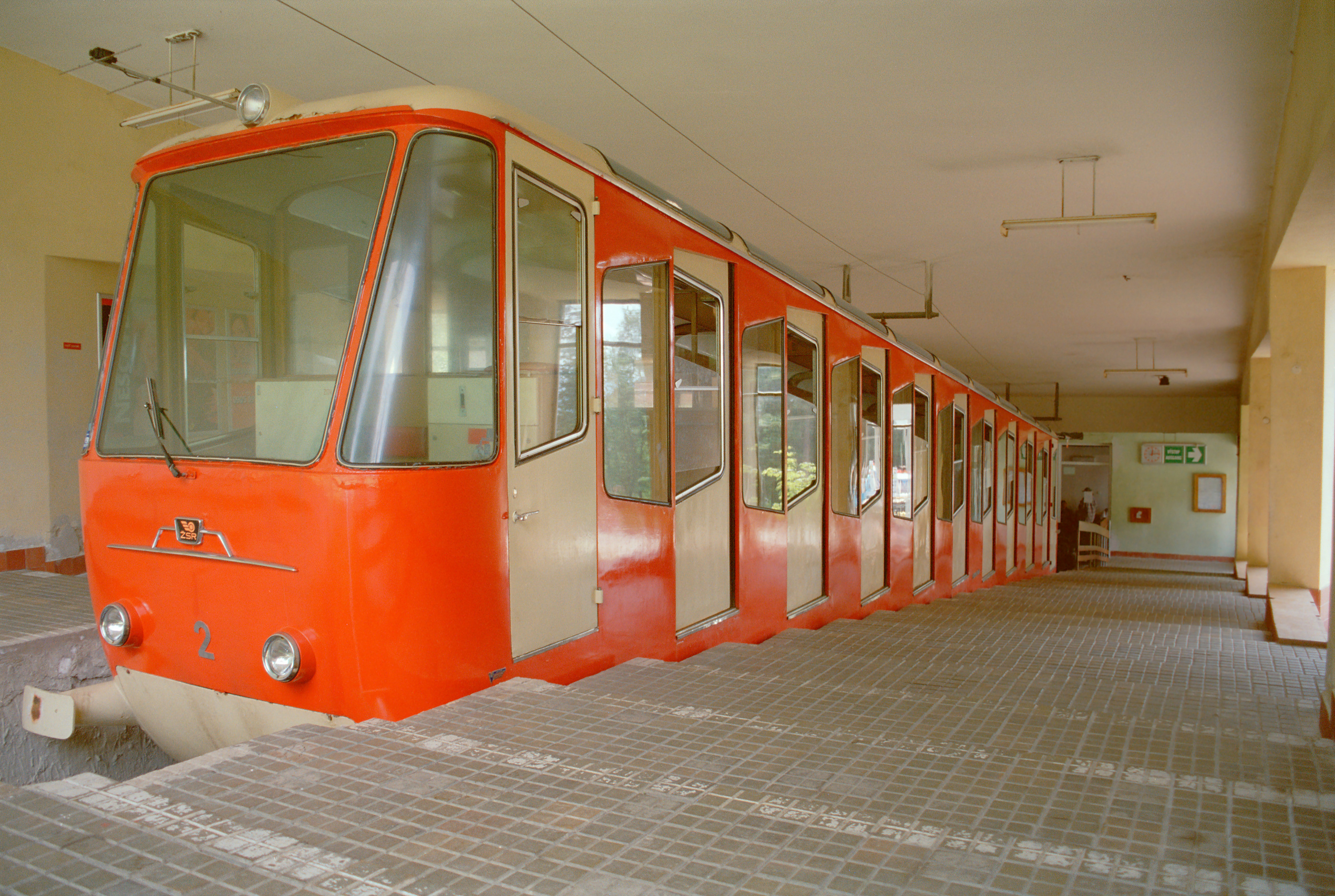
Die alte Standseilbahn von Starý Smokovec auf den Hrebienok

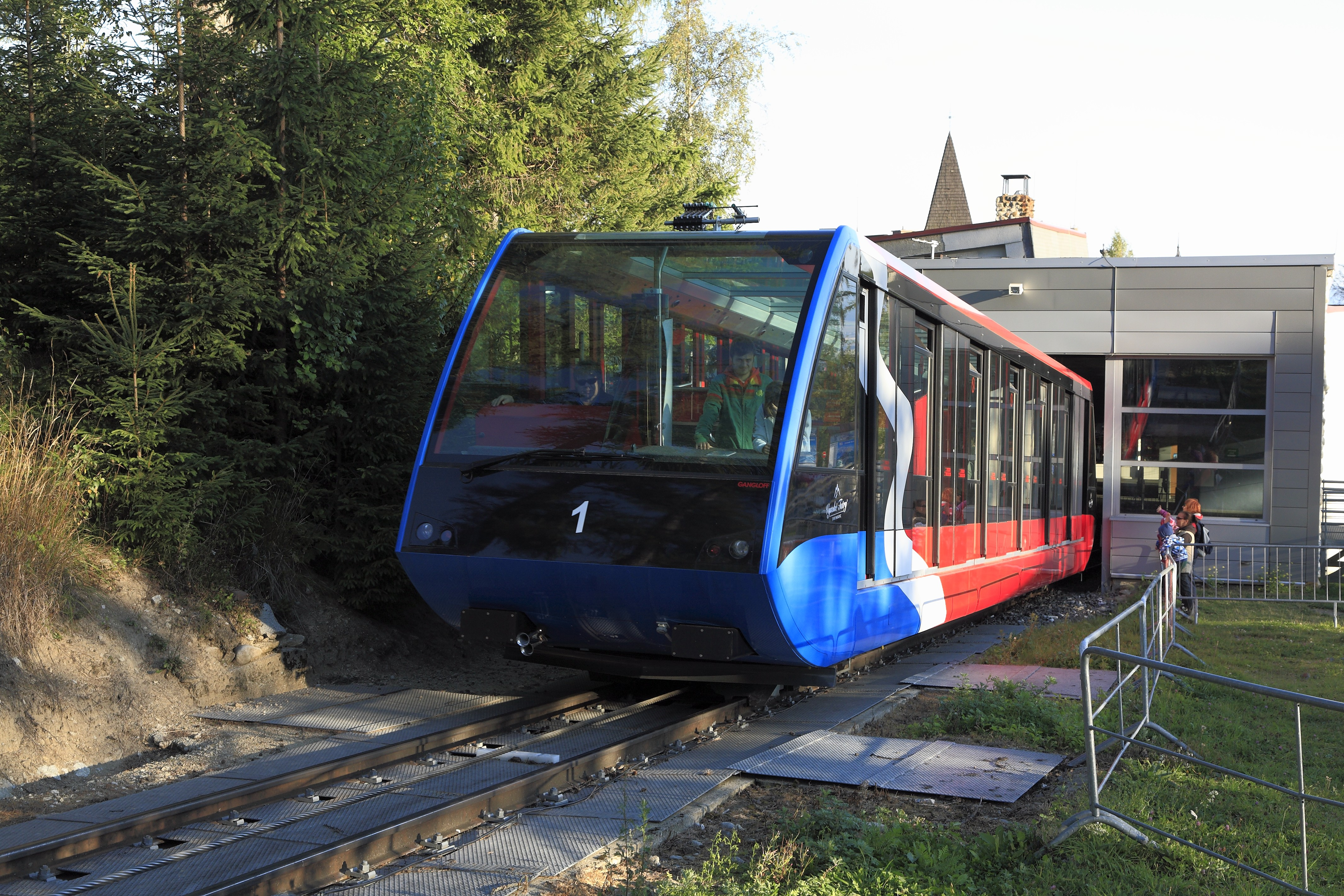
Die Standseilbahn seit 2008

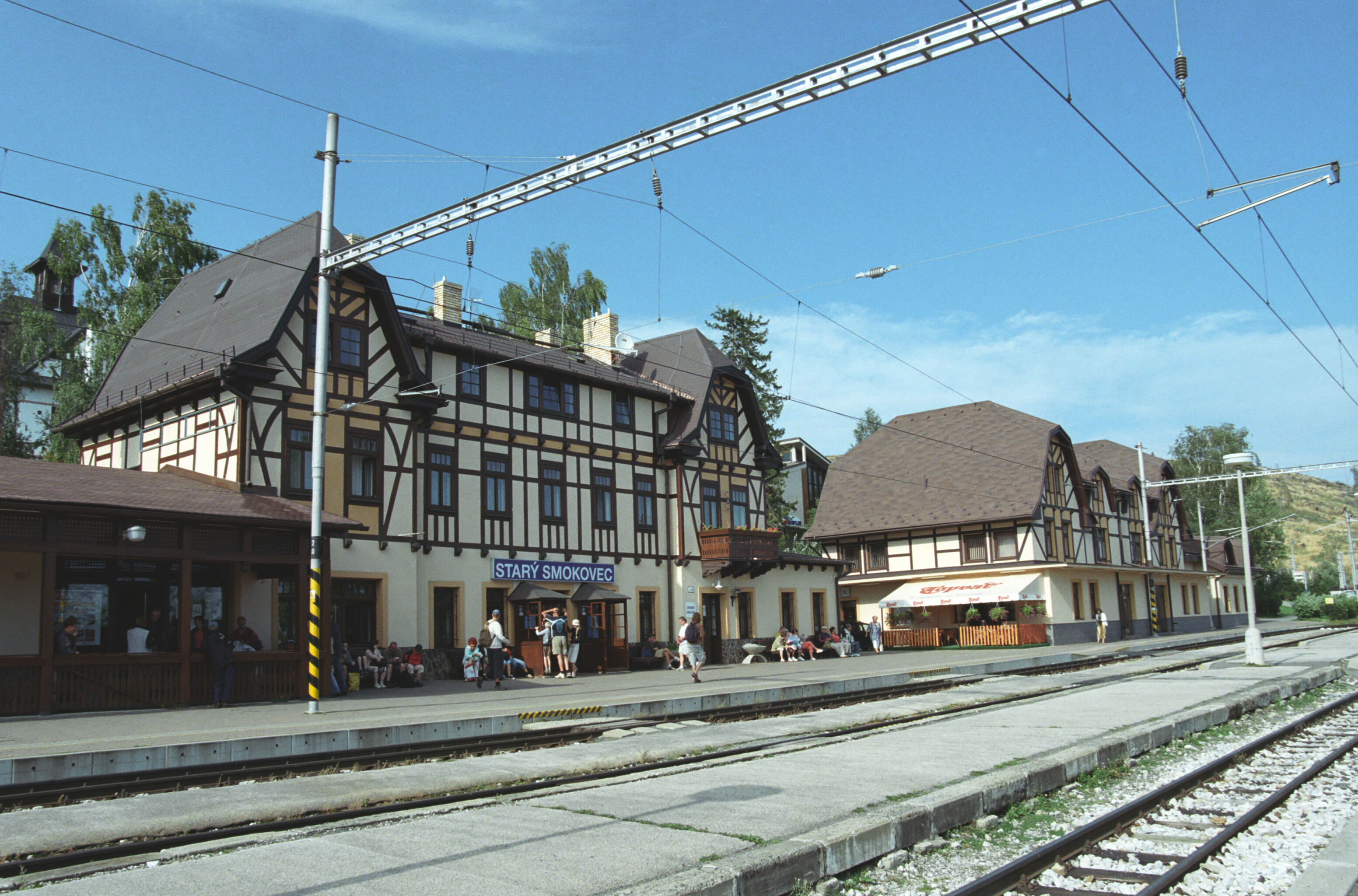
Bahnhof

Wappen von Starý Smokovec

Starý Smokovec (Ausspracheⓘ, deutsch Altschmecks, ungarisch Ótátrafüred) ist ein Ortsteil von Vysoké Tatry (Slowakei) und liegt in 1010 m n.m. am südlichen Abhang der Slavkovský štít (Schlagendorfer Spitze) in der Hohen Tatra. Es ist die älteste Tatrasiedlung und seit 1999 der Verwaltungssitz der Stadt Vysoké Tatry.
Starý Smokovec ist ein bedeutender Verkehrsknotenpunkt und zusammen mit Štrbské Pleso und Tatranská Lomnica einer der bedeutendsten Tatra-Ferienorte in der Slowakei. Zusammen mit den Nachbarortsteilen Nový Smokovec, Dolný Smokovec und Horný Smokovec ist die Gegend unter der slowakischen Sammelbezeichnung „Smokovce“ bekannt.

## Geschichte
In der Gegend wurde in der Latènezeit nach Erzen geschürft. Im Mittelalter boten die Wälder einen Zufluchtsort für die Einheimische, zuerst während des Mongoleneinfalls 1241/42 und noch einmal in der Zeit der Hussitenkriege im 15. Jahrhundert. Die Wälder oberhalb der am Fuße der Hohen Tatra liegenden Gemeinde Veľký Slavkov (deutsch Großschlagendorf) gehörten im Mittelalter dem Konvent von Turz. Der Konventbesitz wurde 1465 an die mächtige Familie Zápolya veräußert, gefolgt im 17. Jahrhundert durch die Familie Csáky.
Der heutige Ort Starý Smokovec, damals nur Smokovec (deutsch Schmecks) entwickelte sich an der Quelle des seit uralten Zeiten bekannten „Altschmeckser Sauerwasser“. 1793 ließ Stefan Csáky auf Anraten von Thomas Mauksch, evangelischen Pfarrers in Großschlagendorf, nahe der Quelle eine Jagdhütte und zwei Jahre später zwei Blockhäuser errichten. Für die weitere Entwicklung sorgte 1833 bis 1867 der Georgenberger Metzger und Gastwirt Johann Georg Rainer (slowakisch Ján Juraj Rainer) mit dem Ziel, einen Badeort zu gründen und Kapazitäten zu erweitern. Hierzu zählen die Gebäude Villa Flóra (1839, ältestes erhaltenes Gebäude), Schweizer Haus (heute slowakisch Švajčiarsky dom), Rigi, Tunderlak und schließlich Bellevue (1850). 1840 wurde eine Kaltwasserheilanstalt gebaut. Der Schwerpunkt damals lag auf Wasserkur durch die Sauerquelle.
Nach der Fertigstellung der Kaschau-Oderberger Bahn im Jahr 1871 und Entstehung weiterer Orte in der Hohen Tatra waren erhöhte Investitionen nötig, um den Ort konkurrenzfähig zu halten. Der Besitzer seit 1846, die Gemeinde Mühlenbach (heute slowakisch Mlynica), verpachtete 1874 das Bad an die Borsod-Miskolczer Dampfmühlen AG, die 1875 dem pensionierten Major Anton Döller die Leitung übertrug. 1881 pachtet die in Leutschau (heute slowakisch Levoča) ansässige Zipser Kreditbank und sorgt für den weiteren Ausbau, wie z. B. mit dem Hotel Scepusia und dem Csáky-Haus (nach dem Ersten Weltkrieg gemeinsam zum Tatra-Sanatorium umgebaut), sodass bis zur Wende vom 19. zum 20. Jahrhundert 23 Gebäude mit ca. 300 Betten standen. Dazu entstanden auch Privatvillen einflussreicher Persönlichkeiten, wie die Villa Clotilde (heute Villa Kamzík). 1888 finanzierte der Geistliche György Császka die im Fachwerk errichtete römisch-katholische Marienkirche. 1977 gestaltete Viera Hložniková deren Glasmalereien.
1904 wurde das Grandhotel des Budapester Architekten Guido Hoepfner eröffnet, dessen Bau aus einem zwischen der Zipser Kreditbank und der international agierenden Gesellschaft Wagons-Lits verabschiedeten Abkommen hervorging. Das ursprünglich aus einem Block bestehende Hotel wurde dreimal erweitert. Seit 1908 verbindet die Elektrische Tatrabahn Starý Smokovec mit Poprad und Štrbské Pleso, die als Ersatz für die nur von 1904 bis 1906 betriebene Gleislose Bahn Poprád–Ótátrafüred errichtet wurde. 1911 entstand die Zweigstrecke nach Tatranská Lomnica und 1912 die Fortführung nach Štrbské Pleso. Daraufhin entwickelte sich Starý Smokovec zum bedeutendsten Touristenort im Süden der Hohen Tatra. Altschmecks stand zu der Zeit im Wettbewerb mit den anderen neuentstandenen Siedlungen in der Hohen Tatra.
Nach dem Ersten Weltkrieg wurde 1927 das Hoepfner-Haus als Dependance des Grandhotels errichtet. Nach dem Zweiten Weltkrieg wurde der bisher rege Kurbetrieb (Stoffwechselerkrankungen, Blutarmut, Atemwegserkrankungen außer Tuberkulose sowie Rekonvaleszente) in andere Siedlungen ausgelagert und Starý Smokovec zum reinen Erholungsort und Verwaltungssitz geworden. Im Zuge der Vorbereitungen für die Nordische Skiweltmeisterschaft 1970 entstand hier moderne Objekte (Satur, Haus des Bergrettungsdienst, Kaufhaus), die aber architektonisch nicht mit der ursprünglichen Fachwerkarchitektur im Einklang sind.

## Ortsname
Die Herkunft des Ortsnamens ist nicht eindeutig geklärt. Der slowakische Tatra-Historiker Ivan Bohuš erwähnt als eine der Alternativen den altslawischen Dämon Zmok, den heidnischen Schutzpatron der Bodenschätze und der Eisenwerker. Älteren Untersuchungen zufolge befand sich unweit von Starý Smokovec gegen Zeitenwende ein Eisenwerk, die umliegenden Wälder sollten danach mit der älteren Namensform Zmokovec benannt worden sein. Der Namensursprung sei laut Bohuš in Ortsangaben der Zipser Sachsen erhalten: man ging nicht nach, sondern „zum Schmecks“ und nicht aus, sondern „vom Schmecks“, da man „beim“ und nicht in Schmecks gewesen ist. Eine andere Herkunft schlägt der slowakische Schriftsteller Anton Marec vor: im Zusammenhang mit der Terminologie der Bergleute und Ofenarbeiter erwähnt er die altdeutschen Verben smoken, schmoekern, d. h. rauchen oder sogar die Sprache der altgermanischen Stämme (smeik, smeuk) oder das Substantiv smok – Rauch. Eine andere, wenngleich nicht restlos belegte Erklärung sieht den Ursprung in der deutschen Frage „Schmeckt's?“, die seinerzeit der Graf Csáky beim Anbieten des Sauerwassers gestellt haben soll, ähnliches gilt für die Aufforderung „schmeck's“ und die Antwort „schmeckt's“.
Die magyarischen Kurgäste schlugen in den 1840er Jahren den Namen Tátrafüred (wörtlich Tatrabad) vor, der bald zur offiziellen Namensform wurde. Mit der Gründung des Nachbarorts Nový Smokovec, der im ungarischen Újtátrafüred hieß, erhielt auch Starý Smokovec zur Unterscheidung den Namen Ótátrafüred (Alt-Tatrabad).

## Fremdenverkehr
Starý Smokovec ist das älteste touristische Erholungszentrum der Hohen Tatra. Eine moderne Standseilbahn führt zum 1280 m hohen Hrebienok (Kämmchen). Viele markierte Wanderwege und Bergpfade haben ihren Beginn in Starý Smokovec, wie nach Hrebienok mit einem Anschluss an den rot markierten Wanderweg Tatranská magistrála (deutsch Tatra-Magistrale) oder weiter zum Gipfel des Slavkovský štít und in die Täler Malá Studená dolina (deutsch Kleines Kohlbachtal) und Veľká Studená dolina (deutsch Großes Kohlbachtal).
In der ehemaligen Villa Flóra befinden sich heute Ausstellungsräume der in Poprad ansässigen Tatra-Galerie (slowakisch Tatranská galéria), das Schweizer Haus beherbergt ein kleines privates Sherpa Museum zur Geschichte der Hüttenträger in der Tatra und die Villa Alica ist Sitz eines Privatmuseums der Tatra-Kinematografie und Fotografie. Das ehemalige Badehaus Centrál aus dem Jahr 1903 ist ebenfalls wie das 1904 fertiggestellte Grandhotel ein Werk von Guido Hoepfner. Im Ort steht eine römisch-katholische Kirche Unbeflecktes Empfängnis Mariä aus dem Jahr 1888 nach einem Projekt des Architekten Gedeon Majunke. In einem Halbkreis oberhalb der Sauerquelle wurde zwischen 2010 und 2015 ein künstlerisch verzierter Kalvarienberg mit 14 Stationen angelegt.

## Verkehr
Starý Smokovec ist ein Verkehrsknotenpunkt. Der Bahnhof Starý Smokovec der Elektrischen Tatrabahn ist durch seine Lage direkt mit allen drei Endpunkten (Štrbské Pleso, Tatranská Lomnica und Poprad-Tatry) verbunden. Östlich des Bahnhofs steht der kleine Busbahnhof (Vysoké Tatry, Starý Smokovec). Ferner liegt der Ort direkt an der Cesta II. triedy 537 („Straße 2. Ordnung“), die hier als Teil des Straßenzugs Cesta Slobody (deutsch Freiheitsstraße) gilt. Von ihr zweigt die Cesta II. triedy 534 nach Poprad ab. Zur Anschlussstelle Vysoké Tatry an der Autobahn D1 sind es ungefähr 9,5 Kilometer, der Flughafen Poprad-Tatry ist 12 Kilometer entfernt.